# Chlyni Lüüt

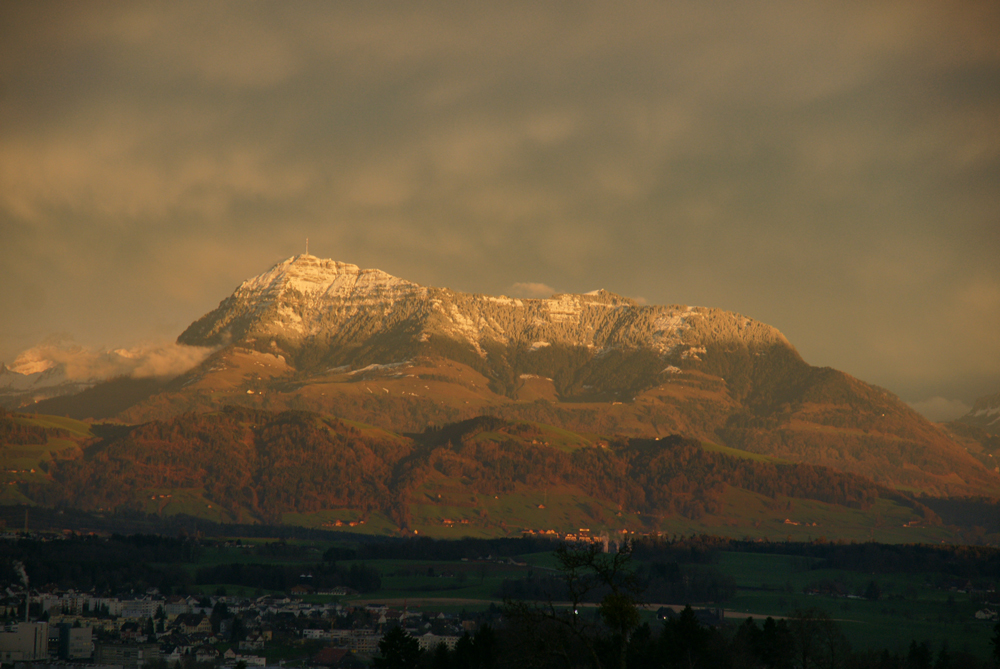
Góra Rigi

Chlyni Lüüt – w szwajcarskim niemieckim: dziki lud, legendarne postacie związane z górą Rigi w Alpach Zachodnich.
Dziki lud, według miejscowych legend, zamieszkiwał w zamierzchłych czasach stoki góry Rigi. Były to osoby niewielkiego wzrostu, bliskie krasnalom, niezwykle zwinne i skoczne, a ponadto obdarzone wieloma nadprzyrodzonymi mocami. Swoim dzieciom, zaraz po urodzeniu, mieli oni usuwać śledzionę, co jakoby wpływało na możliwość skakania po górskich zboczach ze zwinnością kozic.